# كايل مككولوك
كايل مككولوك (بالإنجليزية: Kyle McCulloch)‏ هو كاتب سيناريو أمريكي، ولد في 11 نوفمبر 1962 في ريجاينا في كندا.

## وصلات خارجية
- كايل مككولوك على موقع IMDb (الإنجليزية)
- كايل مككولوك على موقع ألو سيني (الفرنسية)
- كايل مككولوك على موقع أول موفي (الإنجليزية)
- كايل مككولوك على موقع قاعدة بيانات الفيلم (الإنجليزية)
- كايل مككولوك على موقع كينوبويسك (الروسية)